# Secunia
Secunia é um fornecedor de serviços de segurança de computadores com sede na Dinamarca que rastreia as mais conhecidas vulnerabilidades em mais de 27.298 peças de software e sistemas operacionais. 
Números de vulnerabilidades não corrigidas em aplicações populares são frequentemente citados em comparações de software. 
A Secunia tambem rastreia vírus de computador ativos. Secunia ganhou publicidade e uma notável reputação com a descoberta de grandes vulnerabilidades dia zero no Internet Explorer e em outros programas amplamente usados.

## Secunia Personal Software Inspector
O Secunia PSI permite escanear, detectar, checar e tornar mais seguros os programas instalados no computador. 
Ele tambem ajuda o usuário a atualizar mais rapidamente e mais facilmente os programas instalados no computador para versões 
mais novas e mais seguras.